# Emiko Odaka
Emiko Odaka, född 14 december 1962 i Ogose, är en japansk före detta volleybollspelare.
Odaka blev olympisk bronsmedaljör i volleyboll vid sommarspelen 1984 i Los Angeles.